# Asociación Latinoamericana e Ibérica de Historia Social
La Asociación Latinoamericana e Ibérica de Historia Social (ALIHS) es una sociedad científica dedicada entre otros fines a «promover, difundir y desarrollar investigaciones de la historia social en América Latina, España y Portugal, así como el apoyo a las actividades de educación e investigación» relacionadas con historia social.
Fue fundada el 15 de octubre de 2013 en la Ciudad de México, donde tiene su sede legal. Es una asociación civil que se rige por estatutos, y cuenta con un Consejo Directivo (con presidente, vicepresidente, secretario, tesorero y vocales), un Consejo Asesor Internacional y una Asamblea de asociados. Su primer presidente (2013-2019) fue Mario Barbosa Cruz (Universidad Autónoma Metropolitana, México) durante dos periodos; actualmente la preside María Dolores Lorenzo (Instituto de Investigaciones Históricas, Universidad Nacional Autónoma de México).
La ALIHS tiene la categoría de asociados honorarios, que son personas designadas por la Asamblea en reconocimiento de sus méritos científicos o académicos. Actualmente son asociados honorarios Dora Barrancos (Universidad de Buenos Aires/Conicet), José Antonio Piqueras (Universidad Jaime I, Castellón, España), Clara E. Lida (El Colegio de México) y Mauricio Archila (Universidad Nacional de Colombia).

## Congresos
La ALIHS ha realizado cuatro congresos:
El primero tuvo lugar en El Colegio de México, México, 23 al 25 de marzo de 2015.
El segundo, en Buenos Aires, del 1 al 3 de marzo de 2017, en la Universidad Metropolitana para el Trabajo (UMET) y la Universidad Nacional de General Sarmiento.
El tercero en Lima, Perú, en la Pontificia Universidad Católica del Perú (PUCP), del 2 al 4 de octubre de 2019.
El cuarto en Medellín, Colombia, del 19 al 21 de octubre de 2022, organizado en colaboración con la Universidad de Antioquia, la Universidad Pontificia Bolivariana y la Universidad Nacional de Colombia.
El quinto en Castellón, España, en asociación con la Universidad Jaume I, 4 a 6 de septiembre de 2024.

## Premio Clara E. Lida
Durante sus congresos, la ALIHS entrega el premio a la mejor tesis doctoral en historia social, cuya adjudicación decide un jurado internacional. Desde 2018 lleva el nombre de  "premio Clara E. Lida”. 
Ha sido adjudicado en cinco convocatorias, consecutivamente:
- 2015. Sebastián Rivera Mir, por Militantes radicales de la izquierda latinoamericana en México, 1920-1934, prácticas políticas, redes y conspiraciones.[8]
- 2017. Cecilia Allemandi, por su tesis Sirvientes, criados y nodrizas. Una historia del servicio doméstico en la ciudad de Buenos Aires (fines del siglo xix, y principios del xx).[9][10]
- 2019. Débora Garazi, por su tesis sobre Trabajo, género y servicios: experiencias y representaciones del trabajo en la hotelería. Mar de Plata, segunda mitad del siglo XX,[11]
- 2022. Catalina del Mar Garrido Torres, por Mujeres trabajadoras en la provincia de La Habana. Identidades, marcas de subalternidad y cultura obrera de las despalilladoras de tabaco, 1898-1948.
- 2024. Fidel Alfonso Rodríguez Velásquez por su tesis Enredados por las perlas: historias conectadas de trabajadores indígenas, europeos y africanos en el Atlántico de las Perlas (1498-1650).[12]